# Ignaz Heinrich von Wessenberg
Ignaz Heinrich von Wessenberg (født 4. november 1774 i Dresden, død 6. august 1860) var en tysk-national katolsk gejstlig.
von Wessenberg blev i sin ungdom påvirket af Sailer. 1800 udnævntes han til generalvikar i Konstanz, og i denne stilling reformerede han kraftig, dueliggjorde præsteskabet og fremmede evangeliets forkyndelse, ja udgav et ritual på tysk. 
von Wessenberg følte sig helt igennem som katolik og var en from mand, men han var imod ultramontanismen og vilde have det nationale frem. Hans ideal var en katolsk nationalkirke i Tyskland, og han arbejdede tillige ivrig for at genoplive koncilerne.
Kurien og jesuitterne var imidlertid hans bitre fjender, og 1827 måtte von Wessenberg nedlægge sit embede. Han udarbejdede og udgav efter den tid det store værk Die grossen Kirchenversammlungen des 15. und 16. Jahrhunderts (Konstanz 180) I—IV.